# FC Calcio Acri
A Societa' Sportiva Acri ou simplesmente S.S.Acri é um clube italiano de futebol, com sede em Acri, Calábria. Acri joga atualmente no Eccellenza Calabria.

## História

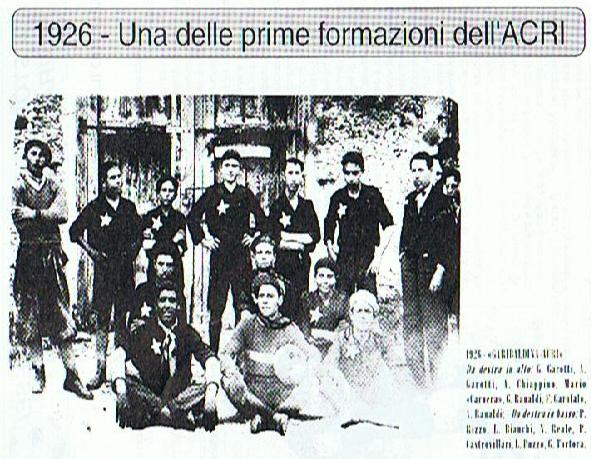
Garibaldina Acri em 1926.

Os primeiros vestígios do futebol em Acri remontam a 1926.  O 23 de setembro de 1949 é a data de fundação.  o mesmo ano de fundação coincide com a conquista do primeiro título, o grupo a da primeira divisão, após vencer o play-off contra o Silana por 2–1.  De 1974 a 1985, o SS Acri participou do mais alto campeonato da Calábria, o Promozione. em 

Em 1984–1985 o Acri conseguiu a primeira promoção no Campeonato Interregional, categoria onde permaneceu por oito anos perdendo a Série C2 no Campeonato Interregional 1986–1987, quando chegou à segunda colocação a um ponto atrás do líder Kroton.
Após o rebaixamento ocorrido em 1993, o SS Acri foi substituído pelo SS New Acri nos anos seguintes. New Acri venceu o campeonato Promozione (1998-1999) e o campeonato Eccellenza (1999-2000) e uma Supercopa da Calábria (1999-2000), e participou por dois anos na Série D de 2000 a 2002.
Com o fracasso do SS New Acri, o futebol renasceu em 2004, quando o FC Football Acri foi refundado.  Em 2010-2011, o Acri venceu o campeonato Eccellenza e a segunda Supercopa da Calábria,  e foi promovido à Série D. No campeonato da Série D 2011-2012, após uma primeira metade do campeonato disputada no topo, o time desabou na segunda Metade do campeonato terminando a temporada na 13ª colocação e foi rebaixado para o Eccellenza após perder o play-out para o Nissa. No mesmo ano a televisão nacional (RAI) transmitiu o jogo do campeonato Acri-Marsala no canal Rai Sport 1.
Na temporada 2014-2015, o FC Football Acri venceu a Copa da Calábria derrotando o Cittanovese por 1 a 0 na final disputada em Lamezia Terme em 4 de janeiro de 2015.  Na fase nacional da competição o Acri venceu o segundo turno vencendo o Marsala, mas nas quartas de final os rossoneri foram eliminados pelo Virtus Francavilla..

## Cores e insígnias
As cores da equipe são preto e vermelho. O símbolo da equipe é um lobo.

## Estádio
O Acri joga seus jogos em casa no Stadio Pasquale Castrovillari, um pequeno estádio localizado ao norte da cidade em grama natural.
O estádio é dividido em três setores: a arquibancada, ou arquibancada central, com capacidade para 2.200 pessoas, onde sentam torcedores locais e organizados; o estande de visitantes, localizado em frente ao estande central, com capacidade para 1.000 pessoas; e a curva (embora não seja realmente um setor curvo), normalmente fechada.
Ao sul do estádio também existe um campo de treinamento terrestre.

## Títulos

### Campeonatos Regionais
- Excelência : 2

1999–2000
2010–2011
- Promoção : 1

1984–85
- Primeira Divisão : 1

1949–1950

### Tacas
- Coppa Itália Dilettanti Calábria : 1

2014–2015
- Supercopa da Calábria : 2

1999–2000
2010–2011

## Estatisticas

### Presenças em campeonatos
Campeonatos Nacionais
| Nível | Categoria | Presenças | Estréia   | Ultima temporada | Total |
| 5°    | Série D   | 11        | 1985–1986 | 2011–2012        | 11    |

Campeonatos Regionais
| Nível | Categoria          | Presenças | Estréia   | Ultima temporada | Total |
| 1°    | Primeira Divisão   | 1         | 1949–1950 | 1949–1950        | 35    |
| 1°    | Primeira Categoria | 4         | 1966–1967 | 1969–1970        | 35    |
| 1°    | Promoção           | 15        | 1955–1956 | 1984–1985        | 35    |
| 1°    | Excelência         | 15        | 1999–2000 | 2022–2023        | 35    |

### Estatísticas da equipe
Posição final da equipe nos campeonatos:
Legenda:      Série D.      Nível Regional Máximo.
|}